# Thalassema fuscum
Thalassema fuscum är en djurart som tillhör fylumet skedmaskar, och som beskrevs av Ikeda, I. 1904. Thalassema fuscum ingår i släktet Thalassema och familjen Echiuridae. Inga underarter finns listade i Catalogue of Life.